# William George Keith Elphinstone
William George Keith Elphinstone (1782-1842) fue un militar británico. Nacido en Escocia en 1782, era hijo de William Fullerton Elphinstone (1740-1834), director de la Compañía Británica de las Indias Orientales, y Elizabeth Fullerton (1758-1849). Era sobrino del almirante George Keith Elphinstone (1746-1823), primer vizconde de Keith.
Entró al ejército británico en 1804 como teniente y sirvió en las guerras napoleónicas hasta ascender hasta teniente coronel en 1813. En la batalla de Waterloo, 1815, comandaba el 33.º regimiento de infantería. Por su servicio se hizo miembro de la Orden del Baño, la Orden Militar de Guillermo y la Orden de Santa Ana. Abandonó el regimiento en 1822. Ascendió a coronel en 1825, sirviendo como ayudante de campo de Jorge IV de Inglaterra.

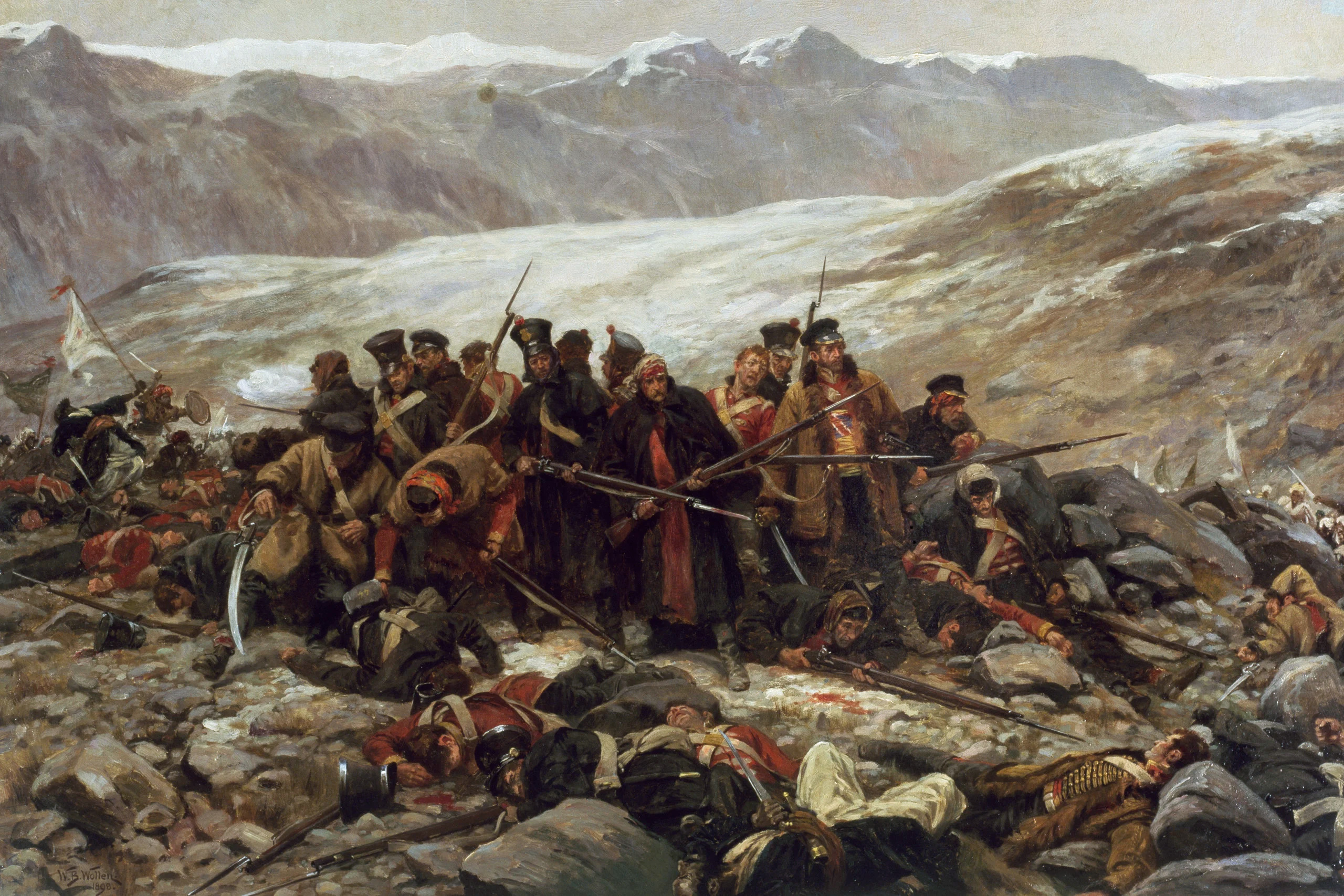
La última batalla de Gandamak, pintado por William Barnes Wollen (1898).

Promovido a general-mayor en 1837 y durante la primera guerra anglo-afgana quedó al mando de la guarnición de Kabul en 1841, una fuerza de 4.500 soldados, la mayoría indios y sólo 690 europeos. Ante la crítica situación decidió retirarse a la India en invierno, una columna de 12.000 soldados, familiares y acompañantes civiles que fue acosada y emboscada hasta su completa aniquilación.
Elphinstone murió en cautiverio el 23 de abril de 1842. Su cuerpo fue enviado con una pequeña fuerza de guardias afganos a Jalalabad, donde había una guarnición británica, y se le dio sepultura en una tumba sin nombre.